# El congost de la mort

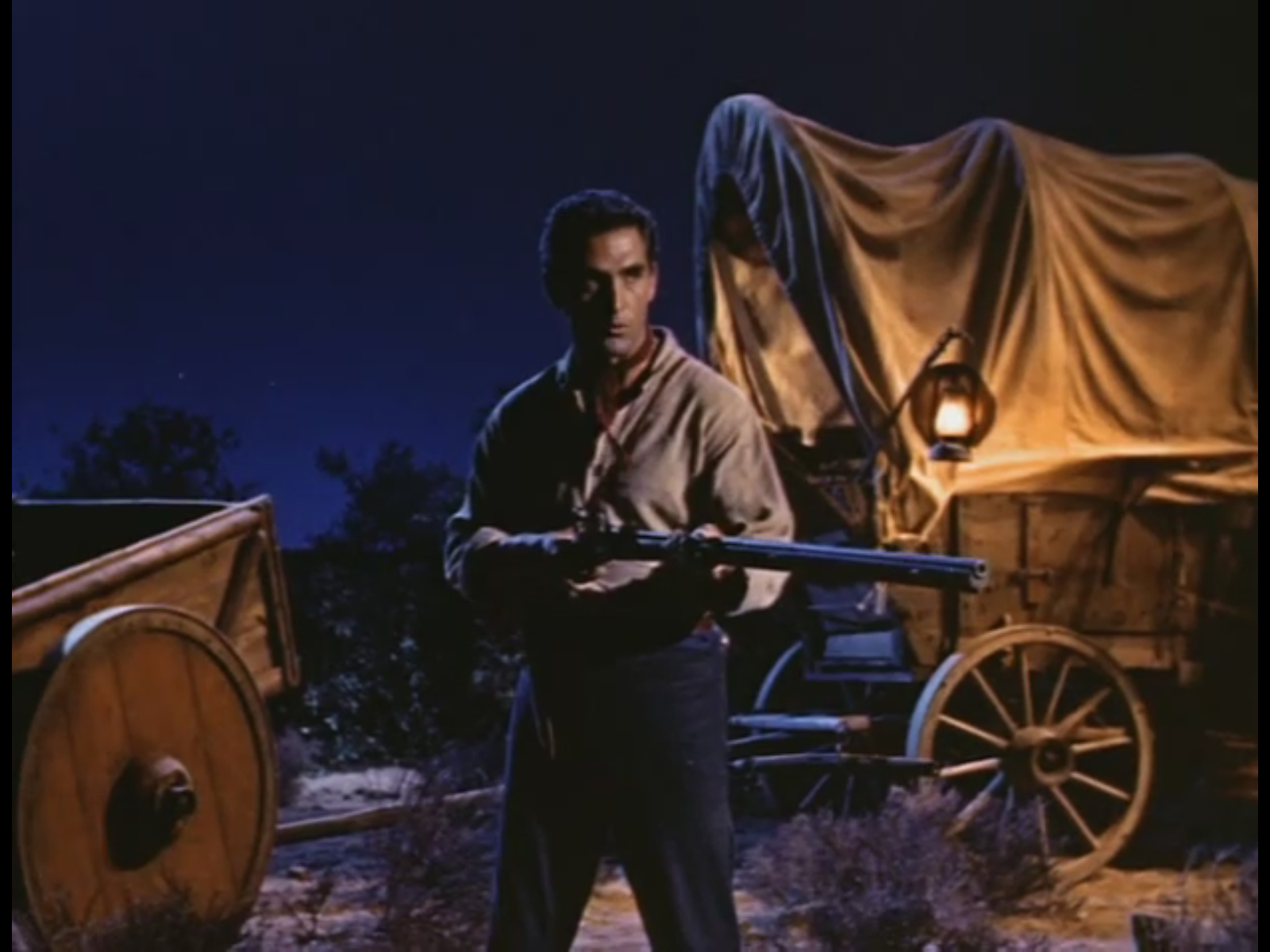
Fotograma de Jacques Bergerac, un dels protagonistes de la pel·lícula.

El congost de la mort (títol original en anglès: Thunder in the Sun) és una pel·lícula estatunidenca de Russell Rouse estrenada el 1959. Ha estat doblada al català.

## Argument[2]
Segle XIX. Entre l'afluència de colons que immigren al Nou Món, hi ha els bascos. Els bascos, els seus costums i les seves tradicions. Els seus costums tan caducs com rígids: la submissió de les dones promeses des de la infantesa, les seves nombroses supersticions, el seu afecte pels seus plans de vinyes com a les brases que transporten religiosament en perols des de França. És a dir si, per al seu guia, l'expedició que consisteix a fer-los travessar el desert californià no es presenta no com una excursió! Si els indis s'hi fiquen, a més a més...

## Repartiment
- Susan Hayward: Gabrielle Dauphin
- Jeff Chandler: John Bennett, el guia
- Jacques Bergerac: Peppo Dauphin
- Carl Esmond: André Dauphin
- Blanche Yurka: Louise Dauphin
- Fortunio Bonanova: Fernando Christophe
- Felix Locher: Daniel
- Bertrand Castelli: Edmond Duquette
- Veda Ann Borg (no surt als crèdits): Marie

## Critiques
Les escenes on els bascos ataquen els indis, saltant de roca en roca i empenyent trèmolos folklòrics, són, sense cap dubte, una de les més originals de la història del cinema."